# Facciolella
Facciolella – rodzaj ryb promieniopłetwych z rodziny Nettastomatidae.

## Rozmieszczenie geograficzne
Do rodzaju należą gatunki występujące w wodach Oceanu Atlantyckiego (włącznie z Morzem Śródziemnym), Oceanu Indyjskiego (włącznie z Morzem Czerwonym) i Oceanu Spokojnego.

## Morfologia
Długość ciała do 90 cm; brak danych dotyczących masy ciała.

## Systematyka
Rodzaj zdefiniował w 1911 roku włoski ichtiolog Luigi Facciolà w artykule poświęconym rodzajom ryb z Cieśniny Mesyńskiej, opublikowanym w czasopiśmie Bollettino della Società zoologica italiana, jednak nazwa – Nettastomella – którą ukuł Facciolà, okazała się młodszym homonimem rodzaju mięczaków opisanego w 1868 roku, dlatego w 1938 roku australijski ichtiolog Gilbert Percy Whitley w artykule poświęconym ichtiologii, opublikowanym w czasopiśmie Records of the Australian Museum nadał rodzajowi ryb nową nazwę – Facciolella. Gatunkiem typowym jest (późniejsze oznaczenie monotypowe) N. oxyrhynchus.

### Etymologia
- Nettastomella: rodzaj Nettastoma Rafinesque, 1810; łac. przyrostek zdrabniający -ella[6].
- Facciolella: Luigi Facciolà (1851–1908), włoski ichtiolog; łac. przyrostek zdrabniający -ella[6].

### Podział systematyczny
Do rodzaju należą następujące gatunki:
- Facciolella castlei Parin & Karmovskaya, 1985
- Facciolella equatorialis (Gilbert, 1891)
- Facciolella karrerae Klausewitz, 1995
- Facciolella oxyrhynchus (Bellotti, 1883)
- Facciolella saurencheloides (D’Ancona, 1928)